# 코르도바 CF
코르도바 CF(Córdoba Club de Fútbol, S.A.D.)는 스페인 안달루시아 지방의 도시인 코르도바를 연고로 하는 축구 클럽이다. 1954년에 창단 되었으며 현재 세군다 디비시온에서 활동하고 있다. 현재 감독은 마누엘 모스케라다. 홈 경기장으로 에스타디오 누에보 아르캉헬을 사용하고 있다.

## 역사

### 전신 클럽
코르도바 CF의 전신 클럽에는 SFC 코르도바(Sporting Fútbol Club de Córdoba), SD 일렉트로메카니스(Sociedad Deportiva Electromecánicas), 그리고 RFC 코르도바(Racing Fútbol Club de Córdoba)가 있었다. 스페인 내전 이후 외국 이름은 금지되었기 때문에 RFC 코르도바는 CD 코르도바(Club Deportivo Córdoba)로 명칭을 변경했다. 이 전에는 흰색 유니폼을 사용하고 있었으나 CD 코르도바 때부터 흰색-초록색(Blanco y verde) 줄무늬 모양을 유니폼에 사용하게 되었으며, 지금도 코르도바 CF의 상징이 되었다. 또한 홈 구장을 에스타디오 아메리카에서 에스타디오 아르칸헬으로 옮겼다.
CD 코르도바는 대부분의 시즌을 세군다 디비시온와 테르세라 디비시온에서 보냈다. 테르세라 디비시온 1953-54 시즌이 끝나고, CD 코르도바는 CD 산 알바로 데 코르도바와 팀을 합병하기로 결정했다. 두 팀은 서로 합병한 이후 팀 명칭을 코르도바 CF(Córdoba Club de Fútbol)으로 변경했다.

### 코르도바 CF
코르도바는 1962년에 프리메라 리가로 처음으로 승격했었다. 그 중 1964-65 시즌에는 5위로 시즌을 마치어 유럽대회 진출권도 따내었지만, 시설 문제로 인해 유럽대회에는 나가지 못했다. 그 이후 코르도바는 대부분의 시즌을 하부리그에서 보냈다. 코르도바는 1993년 경기장을 에스타디오 아르캉헬에서 에스타디오 누에보 아르캉헬로 경기장을 옮겼다. 그 이후 세군다 디비시온 2011-12 시즌에 코르도바는 시즌을 6위로 끝마치며 승격을 노렸지만, 레알 바야돌리드에게 패하며 승격에는 실패했다. 2012-13 시즌에는 코르도바는 코파 델 레이 32강에서 레알 소시에다드를 꺾고 16강에 올라서는 기염을 토했다. 코르도바는 16강전에서 바르셀로나와 맞붙게 되었는데, 홈에서 0-2, 원정에서 0-5로 패하며 탈락했지만 코르도바는 자신만의 경기를 펼치기 위해 노력했으며, 팬들은 박수를 보냈다. 하지만, 리그에서는 부진한 성적을 기록해 라파엘 베르게스 감독은 경질당하고 후안 에스나이데르 감독을 선임했다. 하지만, 성적은 나아지지 않았고, 14위라는 부진한 성적을 거두었다. 현 2013-14 시즌에 코르도바는 새 감독으로 파블로 비야를 선임했다. 코르도바는 코파 델 레이에서 데포르티보에 밀려 탈락했다. 리그에서는 에이바르에게 홈에서 패배 후 감독을 루이스 카리온으로 임시 교체하였다. 이후 알베르트 페레르를 정식 감독으로 내정하였다. 그는 코르도바를 이끌고 팀을 7위까지 끌어올렸고, 플레이오프에서 라스 팔마스에 승리하며 프리메라리가로 승격하는 데 성공하였다.

## 선수

### 현재 선수 명단
2024년 9월 2일 기준
참고: FIFA 자격 규정에 따라 소속된 국가대표팀 국기를 표시합니다. 선수는 복수의 FIFA 비회원국 국적을 가지고 있을 수 있습니다.
| 번호 | 포지션 | 국적 | 이름              |
| ---- | ------ | ---- | ----------------- |
| 7    | MF     |      | 테오 지단         |
| 14   | FW     |      | 니콜라이 오볼스키 |

| 번호 | 포지션 | 국적     | 이름        |
| ---- | ------ | -------- | ----------- |
| 17   | FW     | 포르투갈 | 아딜슨      |
| 19   | FW     | 태국     | 주드 순섭벨 |

### 임대 선수 명단
참고: FIFA 자격 규정에 따라 소속된 국가대표팀 국기를 표시합니다. 선수는 복수의 FIFA 비회원국 국적을 가지고 있을 수 있습니다.
| 번호 | 포지션 | 국적 | 이름                             |
| ---- | ------ | ---- | -------------------------------- |
| —    | DF     |      | 하이메 아스트레인 (→ 카르타헤나) |
| —    | MF     |      | 호셀루 (→ 레알 하엔)             |

## 역대 감독
| 감독              | 임기        |
| ----------------- | ----------- |
| 로케 올센         | 1959 ~ 1963 |
| 마르셀 도밍고     | 1966 ~ 1968 |
| 쿠벌러 라슬로     | 1968 ~ 1969 |
| 하비 그라시아     | 2005 ~ 2006 |
| 라파엘 베르헤스   | 2012 ~ 2013 |
| 후안 에스나이데르 | 2013        |
| 미로슬라브 주키치 | 2014 ~ 2015 |
| 쿠로 토레스       | 2018 ~ 2019 |